# Station Labarthe-Inard
Station Labarthe-Inard is een spoorwegstation in de Franse gemeente Labarthe-Inard, op de lijn Toulouse - Bayonne. Het wordt bediend door treinen van de TER Occitanie.